# Lecteur modèle
 (avril 2014).
Le lecteur modèle est une des théories sémiotiques établie par Umberto Eco dans sa principale œuvre linguistique Lector in fabula (it).

## Qu'est-ce que le lecteur modèle?
Chaque destinataire face à un texte, se retrouve confronté en premier lieu à sa surface, à sa manifestation extérieure et linguistique, et doit actualiser toute une série de chaînes d’artifices. Puisqu’il est à actualiser, un texte est donc incomplet pour deux raisons : 
- la première raison est qu’il fait référence à un code : un terme est considéré comme « flatus vocis » dans la mesure où il n’est pas mis en relation avec son contenu en référence à un code donné. Le destinataire doit donc posséder une compétence grammaticale dans le but d’actualiser le message.

- Umberto Eco énonce que le texte représente un « tissu de non-dit » : « non-dit », explique-t-il, « signifie non manifesté en surface, au niveau de l’expression ». C’est justement ce « non-dit » qui demande à être actualisé. Pour permettre cette actualisation, le lecteur doit produire une série de mouvements coopératifs et conscients. Prenons comme exemple une conversation entre deux personnes : le lecteur devra alors mobiliser une série de mouvements coopératifs pour en actualiser le contenu et il devra ainsi admettre que l’un s’adresse nécessairement à l’autre. Un des mouvements qui sera incontestablement mobilisé est celui de l’encyclopédie du lecteur. Par exemple, dans le syntagme « tu es revenu » le lecteur comprendra par son encyclopédie qu’il y aura eu un éloignement antérieur.

Le texte est alors rempli d’espaces blancs, et l’émetteur qui a prévu que ces vides soient remplis, les a laissés pour deux raisons : 
- pour une raison stylistique : en évitant les répétitions, les redondances, les spécifications, le texte évite la complication et la lourdeur.
- pour sa fonction esthétique, le texte doit laisser une initiative d’interprétations au lecteur.

Donc, la présence du destinataire est une condition indispensable au texte pour en dégager sa signification : « un texte est émis pour quelqu’un capable de l’actualiser ».

## Comment le texte prévoit-il le lecteur?
Umberto Eco émet une forte réserve concernant le schéma classique de la communication élaboré par les premiers théoriciens de l’information : ce schéma met en place un Émetteur qui transmet un Message à un Destinataire, et ce Message est transporté par l’intermédiaire d’un code. Mais les codes du destinataire peuvent différer des codes de l’émetteur : le code linguistique n’est pas l’unique à entrer en jeu. Par exemple, le syntagme « Voulez-vous du thé ? ». La réponse « non » n’est pas seulement une information concernant l’émetteur, mais elle se connote comme « impolie », non pas en rapport avec une règle linguistique mais une règle « de politesse » : en effet l’étiquette aurait voulu que l’on réponde « non merci ». Il y a alors bien une activité sémiotique à part entière, qui va s’ajouter à une communication linguistique, où plusieurs systèmes de signes se complètent. Eco va alors préciser sa définition de base sur les conditions d’actualisation : « un texte est un produit dont le sort interprétatif doit faire partie de son propre mécanisme génératif » . Umberto Eco va alors parler de stratégie : comme dans toute stratégie militaire, l’objectif sera de prévoir le mouvement de l’autre. 
Mais à la différence d’une stratégie militaire qui sera élaborée dans le but de détruire l’adversaire, dans notre situation elle sera là au contraire dans le but d’aider le lecteur. L’auteur va donc organiser son texte en se disant « le lecteur va réagir de telle ou telle façon », mais en prenant soin de prendre en compte les imprévus et événements fortuits (à la manière cette fois-ci d’une véritable stratégie militaire) ; c’est-à-dire qu’il va anticiper sur des éventuelles lacunes encyclopédiques de son lecteur. Par exemple, sur un nom de lieu qui sera cité et que le lecteur ne pourrait éventuellement pas connaître, l’auteur considérera alors ce nom comme un « flatus vocis » et fournira ultérieurement d’autres informations et précisions pour permettre à son lecteur une meilleure visualisation. Eco explique donc « que prévoir son Lecteur Modèle ne signifie pas uniquement « espérer » qu’il existe, cela signifie aussi agir sur le texte de façon à le construire. »

## Textes fermés et textes ouverts
« Le texte fermé est conçu pour un lecteur très défini, dans l’intention de diriger d’une manière répressive la coopération. » Dans ce type de texte, la personne qui lit comprend que l’auteur va cerner avec précision son lecteur modèle, selon qu’il s’agisse d’un enfant, d’un sportif, d’un médecin, d’un historien…Il se fixe ce que Eco va appeler une « cible », et fera en sorte que chaque terme soit compris de son lecteur. Mais Eco précise qu’il arrive que les prévisions de l’auteur concernant les compétences de son lecteur soient insuffisantes ou que la cible soit différente. Tout texte reste donc pour lui un texte ouvert.
Umberto Eco parle du texte ouvert comme « libre aventure interprétative ». Parmi toutes les interprétations possibles, il fera en sorte que chacune d’elles soient en relation avec les autres dans le but de les renforcer mutuellement.
Eco insiste sur le fait qu'il faut faire la distinction entre « l’utilisation libre d’un texte » qui fait appel à notre imagination, et l’interprétation d’un texte ouvert. Reprenons l’exemple de l’auteur : lire l’Odyssée comme si elle était postérieure à l’Enéide est un exemple d’utilisation libre d’un texte. De même, concevoir l’Étranger de Camus comme une autobiographie, est un détournement du texte. Même si la chaîne des interprétations est infinie, l’univers du discours intervient pour limiter l’encyclopédie du lecteur. Utiliser librement un texte revient donc à en élargir l’univers de discours.

## Auteur et lecteur comme stratégies textuelles
Dans un contexte de messages à fonction référentielle, la personne qui lit peut facilement repérer la présence de l’Émetteur et du Destinataire grâce à des traces grammaticales. Mais dans le cas de textes réservés à une large audience (romans, discours,…), l’émetteur et le destinataire ne seront plus considérés comme des pôles de l’acte d’énonciation et Umberto Eco va alors parler de rôles actanciels de l’énoncé. La personne qui lit va pouvoir ainsi repérer l’auteur comme un style reconnaissable :
- soit par la présence du « je + Verbe », il y aura alors un sujet qui accomplit tel ou tel acte,
- soit par l’intervention d’un sujet étranger à l’énoncé mais présent puisqu’il va agir sur le tissu textuel.

Eco parle ici du « fantôme de l’Émetteur ». L’intervention du sujet locuteur, qui va se manifester par ces marques, va alors immédiatement entraîner l’activation d’un Lecteur Modèle, qui lui se définira selon le type d’opérations interprétatives qu’il sera censé accomplir : remettre en parallèle les trames, reconnaître des similitudes…
Umberto Eco explique qu'il s'agit d'une double situation. Voici un tableau résumant cette dualité :
| Auteur empirique | Lecteur empirique |
| --- | --- |
| Il formule des hypothèses de Lecteur Modèle. En utilisant cette stratégie textuelle, il se crée lui-même auteur-sujet de l’énoncé, avec autant de stratégies. | En étant sujet des actes de coopération, il formule lui aussi des hypothèses d’Auteur Modèle, qu’il va déduire des stratégies. |
| | |

	Eco met alors en garde en ce qui concerne la coopération textuelle : celle-ci va s’appliquer entre ces stratégies et non entre les sujets. Par exemple, l’auteur peut employer involontairement un terme contenant une connotation. Lors de la publication de Lector in Fabula, le Caucase n’étant encore pas éclaté, en utilisant le terme « russe » à la place de « soviétique » (en rapport à l’URSS qui portait encore ce nom), on a ici une connotation idéologique. En effet, le terme « russe » faisant allusion à l’ancienne Russie des Tsars peut être discriminatoire dans certaines situations, et le lecteur peut ainsi y voir une connotation idéologique, sans que pour autant l’auteur soit antisoviétique. Il peut donc attribuer cette intention à son Auteur Modèle mais en aucun cas à l’auteur empirique : « la coopération textuelle est un phénomène qui se réalise, (…), entre deux stratégies discursives et non pas entre deux sujets individuels. »  .
Puisque les codes de l’Émetteur diffèrent de ceux du Destinataire, le lecteur empirique, pour devenir Lecteur Modèle, doit s’approprier les codes de l’émetteur. Il pourra être en mesure de reconnaître une encyclopédie et une culture plus restreinte de la part de l’auteur. Le texte, indépendamment des intentions de l’auteur, va renseigner la personne qui lit des choses sur sa personnalité ou ses origines sociales, ce que Eco appelle les structures idéologiques. 
La configuration de l’Auteur Modèle va se faire par l’intermédiaire de traces textuelles, et elle va faire ainsi ressortir l’univers qui se cache derrière le texte. L’Auteur Modèle peut être représenté en tant que stratégie textuelle (dans le sens où celui-ci se posera la question : « qu’est ce que je veux faire de ce texte ? ») et non comme un sujet voulant dire des choses à son lecteur.